# Wilhelm Baum
Wilhelm Baum, avstrijski zgodovinar, teolog, filozof in založnik, * 30. januar 1948, Düsseldorf, Nemčija.

## Življenjepis
Študiral je zgodovino, germanistiko in teologijo v Innsbrucku, Rimu, Mainzu in Tübingenu, med drugim pri Ernstu Blochu in Hansu Küngu. 1971 je v Innsbrucku doktoriral iz filozofije, 1999 pa je v Gradcu postal še doktor teologije. 1995 je postal docent za srednjeveško zgodovino na Univerzi v Celovcu, nekaj časa pa je učil tudi na Univerzi Karla Franca v Gradcu.
Bil je sodelavec revije Celovški zvon, 1999 pa je ustanovil založbo Kitab-Verlag Klagenfurt Wien. Danes živi v Celovcu in ne uči več, ampak dela samo še kot direktor te založbe, ki ima v tem mestu svoj sedež. Zaslužen je za prevode in izdaje nekaterih slovenskih avtorjev, ki v založbi izhajajo pri t. i. »Slowenische Reihe« (slovenski seriji). Je član kluba PEN.

## Dela
Ukvarja se predvsem s srednjeveško zgodovino in z zgodovino krščanskega Orienta, pa tudi s filozofijo in teologijo.
S slovensko zgodovino se je začel  ukvarjati, ker so ga vedno zanimale manjšine.
Za slovensko literarno vedo je zanimiv zaradi razprav o bukovništvu na Koroškem in razprav o Francetu Prešernu. Njegova glavna teza je, da bi France Prešeren v drugačnih okoliščinah postal nemški pesnik. Prešeren je napisal precej pesmi v nemščini, saj v njegovem času ni izhajalo veliko časopisov, pa še ti so bili večinoma nemški. Leta 1999, ob obletnici Prešernove smrti, je Baum o njem napisal napisal več člankov, kot podpredsednik avstrijskega PEN-kluba pa je tudi organiziral postavitev spominske plošče, posvečene Prešernu, in sicer v centru Celovca, pri sodni palači. To posvetilo je prvo v slovenščini in nemščini, pri palači pa je postavljeno zato, ker ni povsem jasno, kje v Celovcu je Prešeren v času svojega dela živel. Istega leta je o tem predaval tudi na Slovenski akademiji znanosti in umetnosti. Leto pozneje pa je organiziral postavitev spominske plošče koroškemu bukovniku Andreju Šusterju-Drabosnjaku. Le-ta stoji pri pokopališču v Umbergu pri Vrbi, kjer je pokopan.
Za slovensko zgodovino pa je pomemben predvsem zaradi razprav o Koroški, njeni (predvsem srednjeveški) zgodovini in Slovencih, ki so tam ustvarjali. To so npr. Herman Koroški (COBISS), Urban Jarnik, Anton Martin Slomšek (COBISS), Matija Majar-Ziljski in Pavle Zablatnik. Pisal je tudi študije o goriških grofih ter napisal opombe k Santoninovemu popotnemu dnevniku (COBISS).
Izbor del:
- France Prešeren: Deutsche Dichtungen. Klagenfurt: Kitab, 1999. (COBISS)
- France Prešeren, ein slowenischer Dichter in Österreich (1800-1849): Zum 150. Todestag des Begründers der slowenischen Literatursprache. Österreich in Geschichte und Literatur mit Geographie 43 (1999). 107–117. (COBISS)
- Ein slowenischer Dichter in Ősterreich: Zum Geburtstag des Begründers der slowenischen Literatursprache. France Prešeren – kultura – Evropa. Ljubljana: Založba ZRC, ZRC SAZU, 2002. Strani 359–378. (COBISS)
- Deutsche und Slowenen in Krain: Eine historische Beatrachtung. Klagenfurt: Carinthia, 1982. (COBISS)
- Urban Jarnik, teoretik predmarčne reformacije s Koroškega. Celovški zvon 10/35. (1992). 54–72. (COBISS)
- Pripombe k duhovnemu samoumevanju koroških Slovencev z zgodovinskega vidika. Koledar Mohorjeve družbe v Celovcu. 1994. 93–96. (COBISS)
- Die Grafen von Görz: In der europäischen Politik des Mittelalters. Klagenfurt: Kitab, 2000. (COBISS)
- Klagenfurt: Geschichte einer Stadt am Schnittpunkt dreier Kulturen. Klagenfurt, Wien: Kitab, 2002. (COBISS)
- Karl R. Popper in kritični racionalizem. Celovec, Ljubljana, Dunaj: Mohorjeva založba, 1998. (COBISS)
- Die Verwandlungen des Mythos vom Reich des Priesterkönigs Johannes: Rom, Byzanz und die Christen des Orients im Mittelalter. Klagenfurt: Kitab, 1999. (COBISS)
- Ludwig Wittgenstein. Med mistiko in logiko. Celovec, Ljubljana, Dunaj: Mohorjeva (Hermagoras), 2000. (COBISS)
- Äthiopien und der Westen im Mittelalter: Die Selbstbehauptung der christlichen Kultur am oberen Nil zwischen dem islamischen Orient und dem europäischen Kolonialismus. Klagenfurt: Kitab, 2001. (COBISS)
- Schirin: Christin, Königin, Liebesmythos: Eine spätantike Frauengestalt - historische Realität und literarische Wirkung. Klagenfurt, Wien : Kitab, 2003. (COBISS)
- The Church of the East: A concise history. London, New York: RoutledgeCurzon, 2003 (COBISS)
- Ein Strolch der Armut. Über Lojze Kovačič. Bücherschau 3, 2007, 13–18.
- Triestiner Wirklichkeiten. Über den Schriftsteller Boris Pahor. Bücherschau 183 (2009). 12–16. (COBISS)
- Jarnik Urban: Romantik, Nationalismus und Panslawismus in Kärnten. Klagenfurt: Kitab, 2009.
- Matija Majar-Ziljski v Biographisch-Bibliographisches Kirchenlexikon.